# Irine Sukandar
Irine Kharisma Sukandar, o Irene Kharisma Sukandar (Giakarta, 7 aprile 1992), è una scacchista indonesiana.
Ha ottenuto il titolo di Grande maestro femminile nel 2009 e di Maestro Internazionale nel 2014.

## Principali risultati
Vinse quattro volte consecutive (2006, 2007, 2009 e 2010) il campionato indonesiano femminile.
Ha rappresentato l'Indonesia in cinque olimpiadi degli scacchi dal 2004 al 2014, ottenendo 40 punti su 58 partite (69%). Vinse una medaglia d'argento in terza scacchiera nelle olimpiadi di Calvià 2004.
Due volte vincitrice del campionato asiatico individuale femminile: nel 2012 a Ho Chi Minh City (Vietnam) e nel 2014 a Sharjah (Emirati Arabi Uniti).
Altri risultati di torneo: in marzo 2008 ha vinto la sezione femminile della "Rector Cup" di Kharkiv; in luglio 2010 è stata pari prima con Ramnath Bhuvanesh nel torneo ad inviti del Brunei; in maggio 2013 ha vinto l'open di Halkidiki in Grecia; in dicembre 2013 ha vinto la sezione rapid e la sezione blitz dei "Southeast Asian Games" a Naypyidaw nel Myanmar; nel 2016 ha vinto il torneo open della Carolina del Nord con il punteggio di 5/5.
Ha raggiunto il suo massimo rating FIDE in settembre 2016, con 2432 punti Elo.